# Jelena Michailowna Okolyschewa
Jelena Michailowna Okolyschewa (russisch Елена Михайловна Околышева; internationale Schreibweise: Elena Okolycheva; * 12. Dezember 1962) ist eine russische Opernsängerin (Mezzosopran).

## Leben
Okolyschewa schloss 1990 ihre Gesangsausbildung am Moskauer Staatlichen Konservatorium ab und absolvierte anschließend ein Postgraduiertenstudium bei Elena Obraztsova. 1991 debütierte sie am Landestheater Salzburg als Emilia in Verdis Otello. Im gleichen Jahr war sie Preisträgerin des Min-On-Wettbewerbs in Tokio und des Bellini-Wettbewerbs. Seit 1992 ist sie als Solistin am Bolschoi-Theater engagiert.
Mit dem Ensemble des Bolschoi-Theaters gastierte Okolyschewa u. a. in Osterreich, China und Südkorea. 1997 sang sie an der Pariser Opéra-Comique die Olga in Eugen Onegin. Es folgten Konzertauftritte in Amsterdam, Düsseldorf, Antwerpen und Brüssel. 1999 trat sie in den USA auf. Mit einem Oratorien- und Kammermusikprogramm reiste sie durch Spanien. In Seoul sang sie 2001 die Marina Mnischek in der Oper Boris Godunow.
2004 wirkte sie in der West Palm Beach Concert Hall an einer Aufführung von Tschaikowskis Kantate Moskwa mit und sang die Flora in La traviata in Athens, Atlanta, Stony Brook und Winston-Salem. 2005 trat sie als Polina in Pique Dame am Teatro San Carlo in Neapel auf. In Tokio und Nagano sang sie in Tschaikowskis Oper Jolanta die Marta. 2007 war sie Teilnehmerin des David-Oistrach-Festivals in Pärnu.